# 喜山䴓
，是雀形目䴓科的一种鸟类。

## 特征
喜山䴓体重约14.77克，翼长约77.1毫米，嘴峰长约19.1毫米，喙宽度约4.3毫米，喙厚度约3.2毫米，跗蹠长约17.6毫米，尾长约43.6毫米。喜山䴓在其分布区内为留鸟，其栖息在密集的高大树木组成的森林中，食性为肉食性，主要食物来源是陆生无脊椎动物。

## 分布
喜马拉雅山脉（阿富汗东北部至印度西北部和尼泊尔西北部）。该物种的模式产地在喜马拉雅山脉地区。